# Oeds de Leeuw Wieland

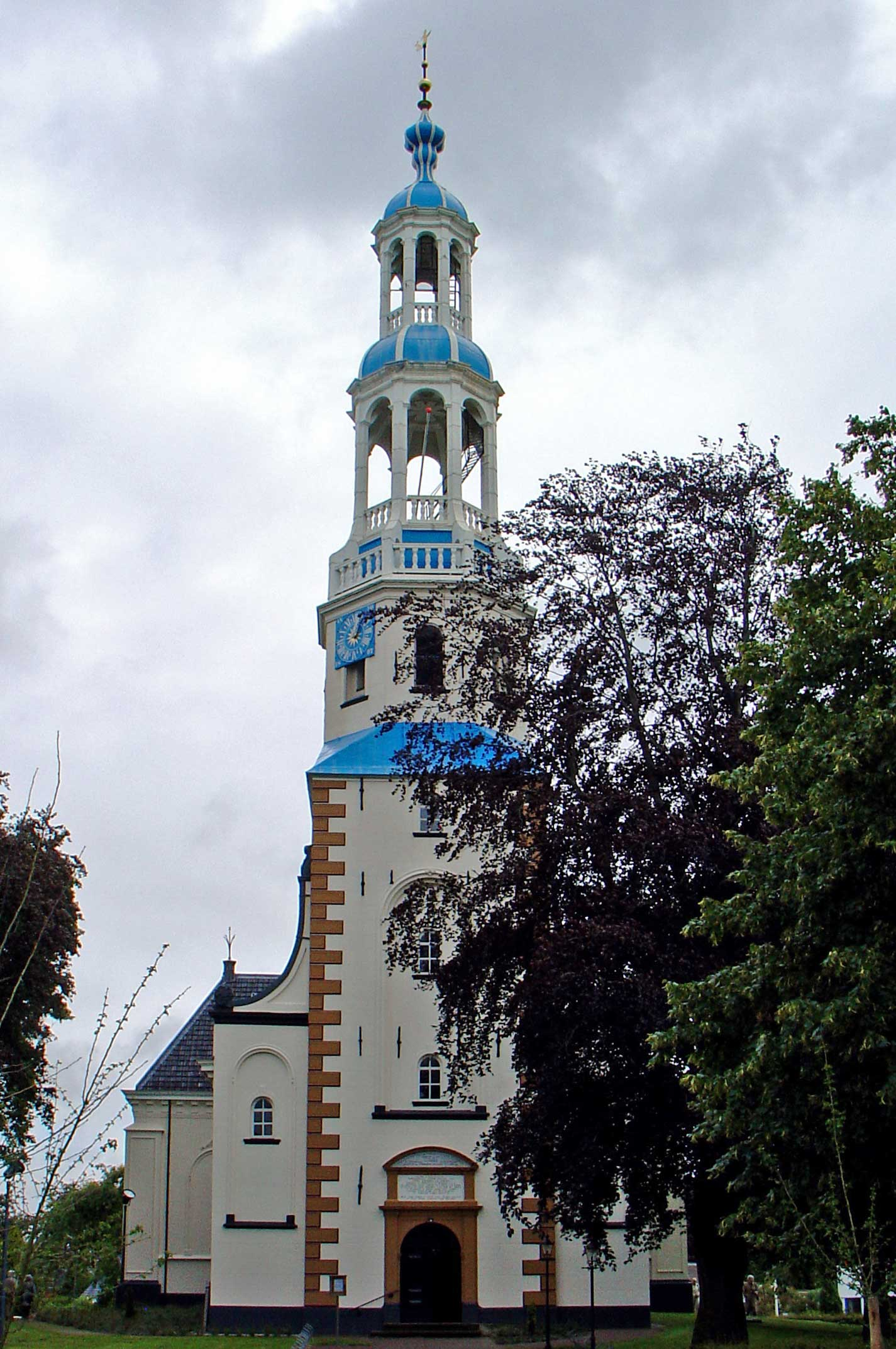
De toren van de Hervormde kerk van Uithuizermeeden, die in 1897 onder verantwoordelijkheid van De Leeuw Wieland werd herbouwd (2007)

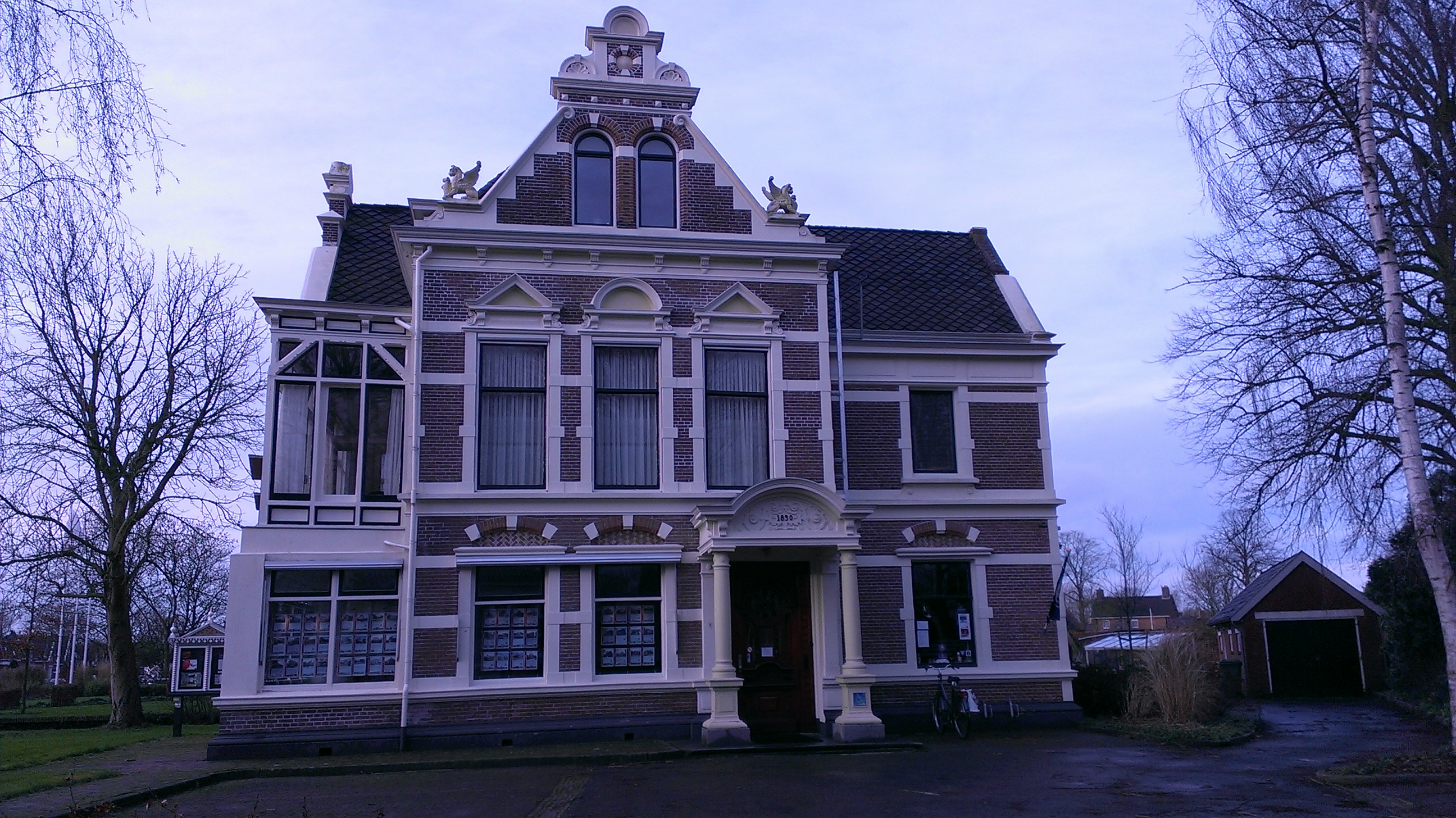
Bellevue, Loppersum (2012)

Oeds de Leeuw Wieland (Ureterp, 22 juni 1839 – Loppersum, 7 mei 1919) was een Nederlandse architect en aannemer.

## Leven en werk
De uit Friesland afkomstige De Leeuw Wieland was werkzaam in het noordoosten van de provincie Groningen waar hij 185 bouwwerken ontwierp. Tot de bekendere daarvan behoort Hotel Spoorzicht (1887) in Loppersum, waarin hij zelf lange tijd woonde en dat door hemzelf werd uitgebaat. In 1897 werd onder zijn leiding de door brand verwoeste toren van de kerk van Uithuizermeeden herbouwd. Ook het later door de Groninger zanger Ede Staal bezongen torentje van Spijk (1902) is van de hand van De Leeuw Wieland, evenals een groot aantal villa's en boerderijen in Loppersum en omgeving. Vanaf 1912 werkte hij samen met de architect Tamme van Hoorn (1886-1948). De Leeuw Wieland is in 1919 op 79-jarige leeftijd te Loppersum overleden. Verschillende door hem ontworpen bouwwerken zijn aangewezen als rijksmonument.

## Werken (selectie)
- 1878: Hervormde kerk, Wirdum (verbouwing toren)[1]
- 1882: Hervormde pastorie, Hellum[2]
- 1883: Boerderij Wester Enzelens, Loppersum[3]
- 1887: Hotel Spoorzicht, Loppersum[4]
- 1890: Notariswoning Bellevue[5]
- ±1890: Woonhuis, Loppersum[6]
- 1897: Hervormde kerk, Uithuizermeeden (herbouw toren)[7]
- ±1900: Koetshuis Hoofdstraat 128, Uithuizermeeden
- 1902: Hervormde kerk, Spijk (toren)[8]
- 1904: Doopsgezinde kerk, Zeerijp (westgevel)[9]
- ±1906: Woonhuis, Loppersum[10]
- 1907: Burgemeesterswoning Welgelegen, Loppersum[11]
- 1912: Villa Maria Zuidven, Loppersum[12]
- 1913: Voorhuis boerderij, Zeerijp[13]
- ±1915: Villa, Holwierde (met T. van Hoorn)[14]